# Златни двори
Златни двори (хрв. Zlatni dvori) хрватска је теленовела, снимана 2016. и 2017. године.
У Србији је приказивана на на каналу Nova Series.

## Радња
Петар Беговац је младић који се неуспешно опробао у праву и медицини, али своје време најрадије посвећује музици. Син је богатог предузетника Винка Беговца и његове вољене жене Ирене, праве градске даме, те има и млађу сестру Мартину, студенткињу која борави у Лондону. Најбољи је пријатељ Ивана Ђурђевића, сина Ирениних и Винкових свадбених кумова који су преминули у саобраћајној несрећи док је Иван још био средњошколац. Иван је, за разлику од Петра, Винков верни помоћник, заинтересован за грађевину. Међутим, иако му је Петар сушта супротност ова су двојица најбољи пријатељи од малих ногу.
Једног дана, њих двојица заврше у Славонији, на свадби у ресторану Винковог пословног партнера Николе. На путу замало дође до несреће: испред аута, којим је Петар управљао у том тренутку, одједном се појави девојка на коњу. Убрзо се сазна да је реч о Ани Галовић, конобарици у Николином ресторану, која живи са оцем Антуном и дедом Јозом. Сплетом околности, Ана умало страда у пожару у штали, но Петар је спаси на време и између двоје младих роди се љубав.
Но, њиховој новорођеној љубави на пут стаје Петрова размажена вереница Нера, неталентована певачица народне музика. Њен отац Федор у пословном је односу с Винком и Николом, те би њихов пословни однос могао доћи своме крају уколико Петар откаже веридбу са Нером. Петар тада са својом мајком склапа пакт - у три месеца мора или од Ане или од Нере направити музичку звезду. Уколико му то пође за руком, моћи ће водити самосталан живот без икаквог уплетања у Винкове послове. Ако не успе, мора се вратити у Винкову фирму и зарађивати за живот.

## Улоге
| Глумац          | Улога            |
| --------------- | ---------------- |
| Катарина Бабан  | Ана Галовић      |
| Матко Кнешаурек | Петар Беговац    |
| Петра Краљев    | Нера Видић       |
| Иван Херцег     | Младен Козарац   |
| Петра Дуганџић  | Ката Козарац     |
| Еција Ојданић   | Ирена Беговац    |
| Милан Штрљић    | Винко Беговац    |
| Роберт Курбаша  | Никола Ракитић   |
| Тамара Шолетић  | Жана Злокић      |
| Дијана Видушин  | Мара Веселица    |
| Младен Ковачић  | Домагој Веселица |
| Дарко Милас     | Антун Галовић    |
| Сандра Лончарић | Весна Галовић    |
| Хрвоје Баришић  | Звонко Блажевић  |
| Лана Ујевић     | Мартина Беговац  |
| Јан Керекеш     | Иван Ђурђевић    |
| Хелена Буљан    | Хелена Враз      |
| Душко Валентић  | Јоза Галовић     |
| Данко Љуштина   | Вељко Холцер     |
| Тонка Ковачић   | Лола Веселица    |
| Мартин Лугарић  | Јанко Виселица   |
| Ана Мајхенић    | Ева Козарац      |